# Argus bleu
Polyommatus icarus · Azuré commun, Azuré de la Bugrane, Petit Bleu commun
Espèce
Statut de conservation UICN

 LC : Préoccupation mineure
L’Argus bleu, Azuré commun, Azuré de la Bugrane ou Petit Bleu commun (Polyommatus icarus) est une espèce de lépidoptères de la famille des Lycaenidae et de la sous-famille des Polyommatinae. 
Largement répandue en Eurasie, elle est un des papillons les plus communs en Europe.

## Noms vernaculaires
- En français : l'Argus bleu, l'Azuré commun, l'Azuré de la Bugrane, ou plus rarement : l'Azuré d'Icare, l'Icare, le Lycène Icare ou l'Argus Icare[2].
- En anglais : Common blue.
- En allemand : Hauhechel-Bläuling, Gemeiner Bläuling.

## Description

### Papillon
L'imago de Polyommatus icarus est un petit papillon qui présente des variations géographiques, saisonnières et individuelles d'ornementation et de taille et un dimorphisme sexuel. Le dessus du mâle est bleu-violet bordé d'une fine bordure brune et d'une frange blanche, tandis que celui de la femelle est brun avec un lavis d'écailles bleues dans l'aire basale (plus ou moins étendu, parfois au point que les ailes sont presque entièrement bleues), une série de lunules submarginales orange, et une frange blanchâtre. 
Le revers a une couleur de fond gris-beige chez le mâle et brun-ocre chez la femelle, orné dans les deux cas d'un ensemble d'ocelles noirs cerclés de blanc et d'une série de lunules submarginales orange, plus ou moins marquée suivant les sous-espèces. La base des ailes postérieures a des reflets bleus.
La présence d'un point cellulaire noir à la base du revers de l'aile antérieure joue un rôle important dans l'identification de cette espèce. Ce point peut cependant être vestigial ou absent : on parle alors de forme icarinus.

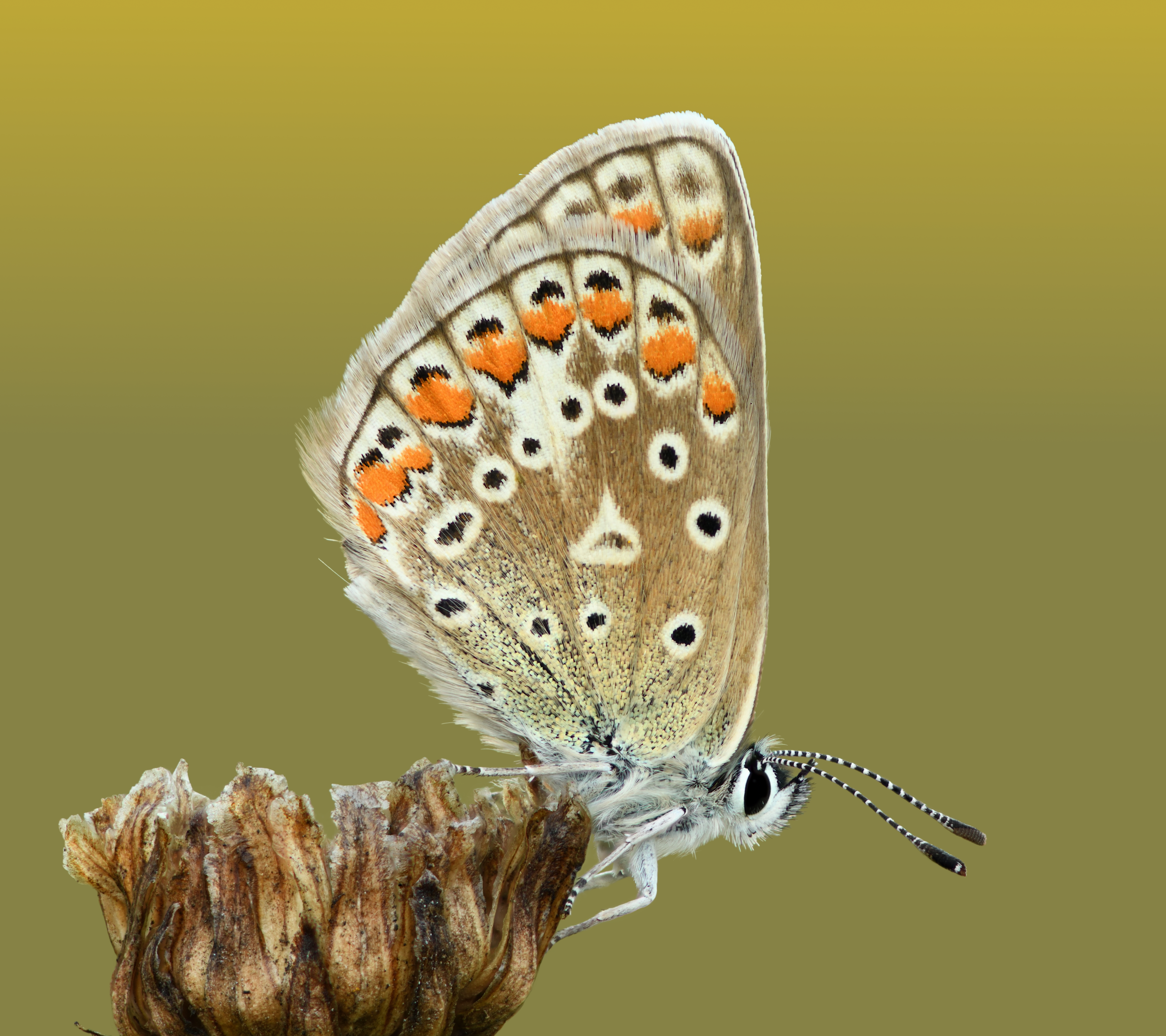
Revers d'une femelle.
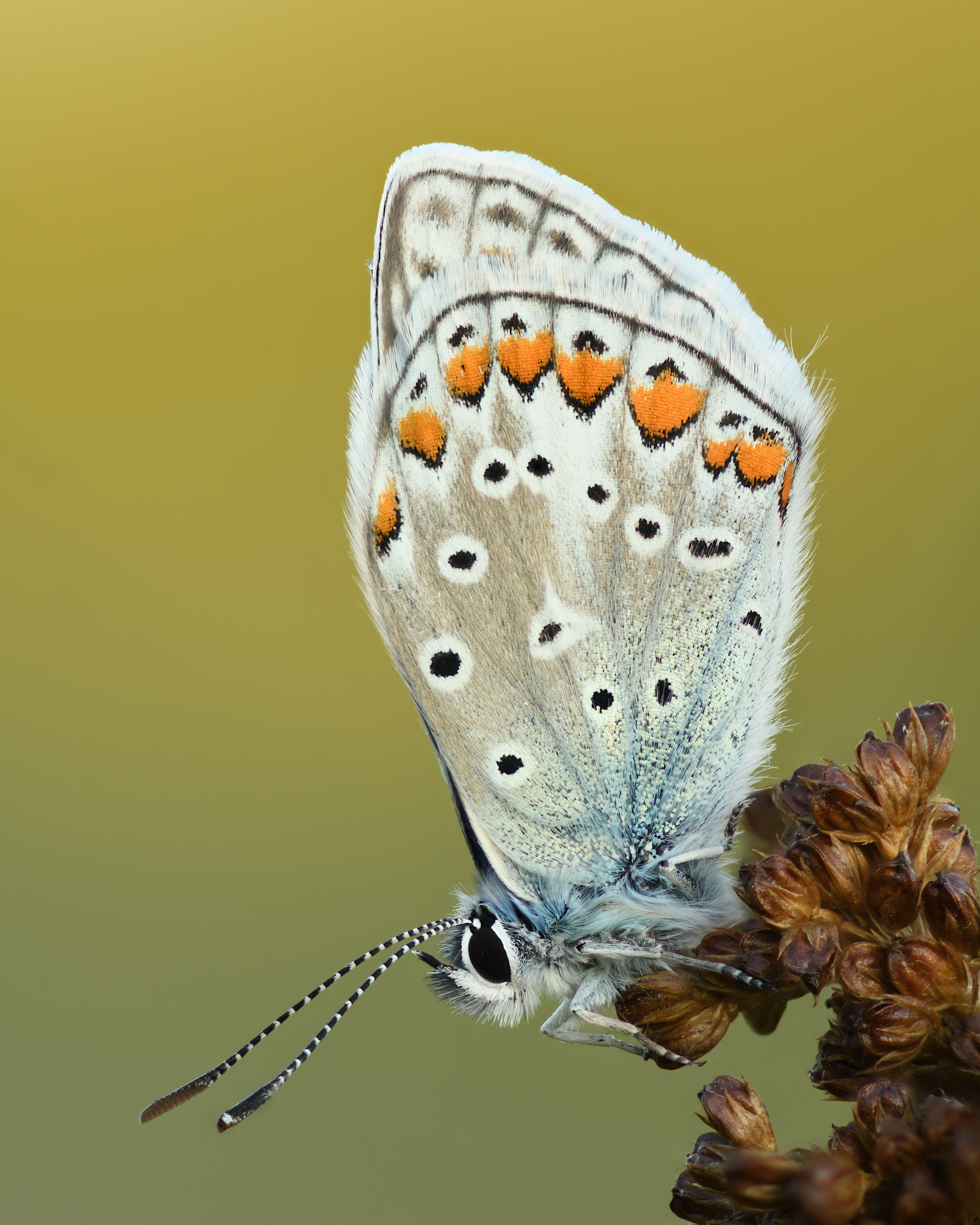
Revers d'un mâle.
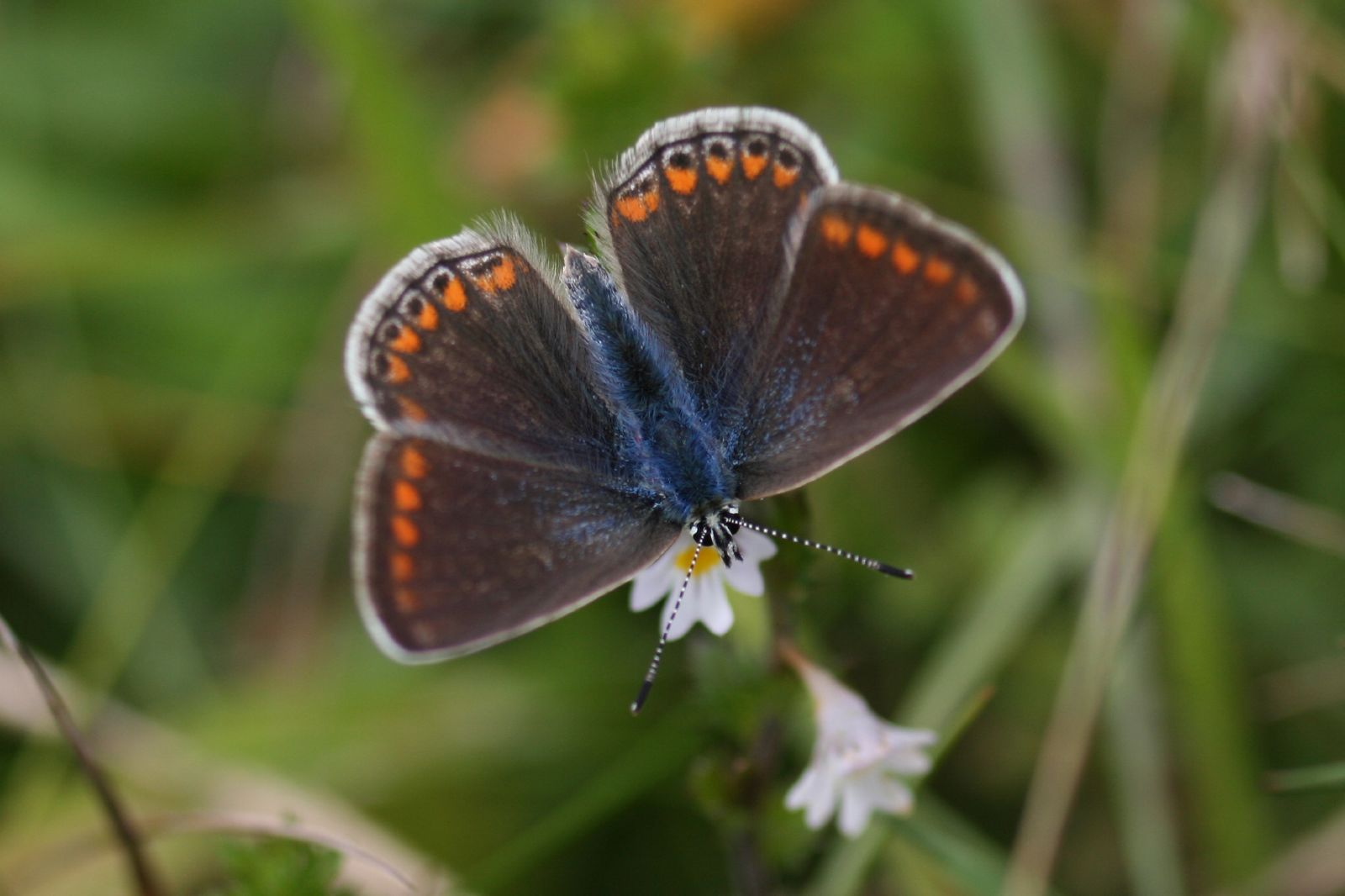
Dessus d'une femelle classique.
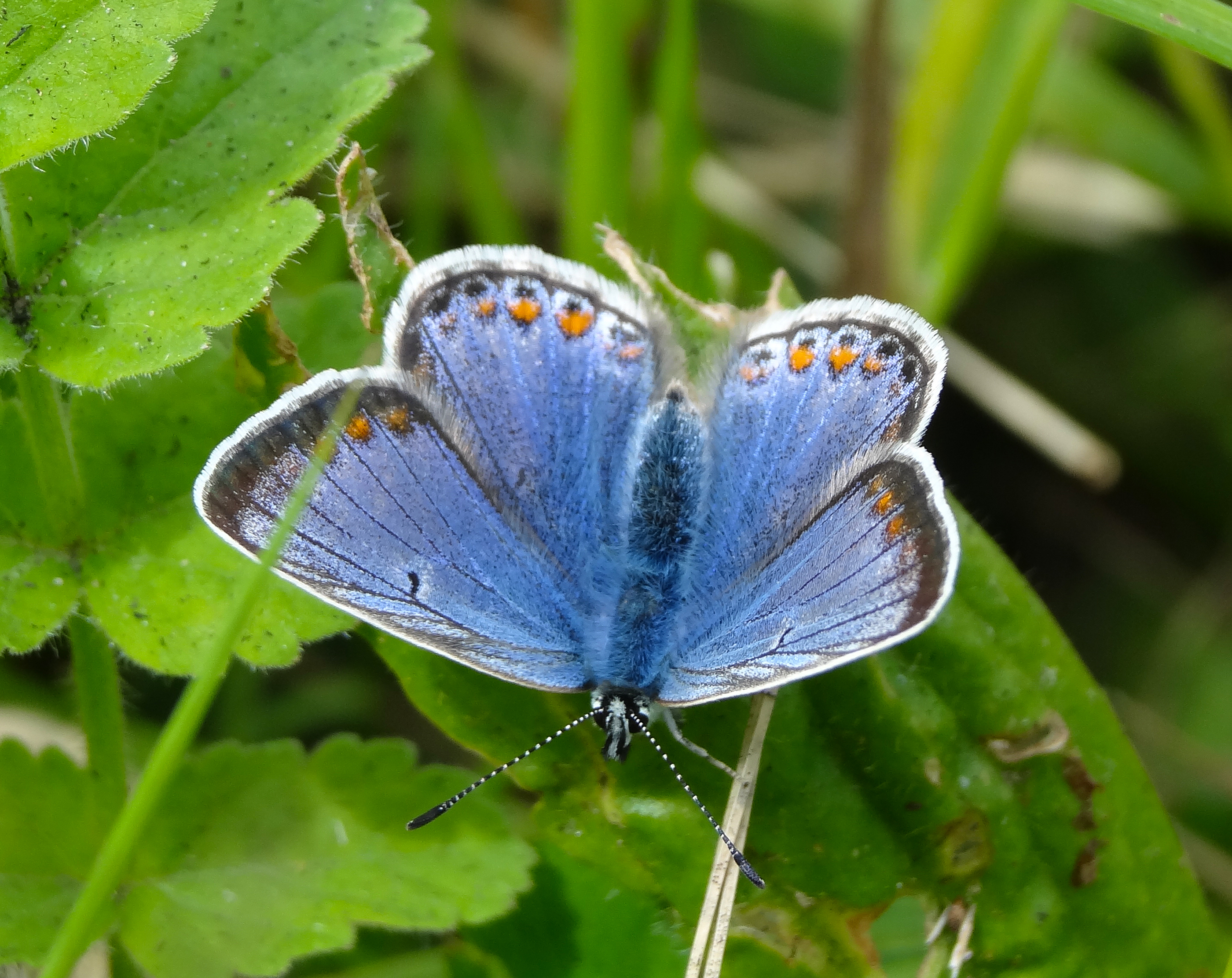
Dessus d'une femelle à la coloration bleue étendue.

### Chenille
La chenille, petite et trapue, possède une tête rétractile noire et un corps vert avec une ligne dorsale vert foncé et sur les flancs une ligne blanchâtre.

### Œuf
Les œufs, blanchâtres et hémisphériques, sont déposés un à un (quelquefois par 2 ou 3) sur les feuilles de la plante hôte.

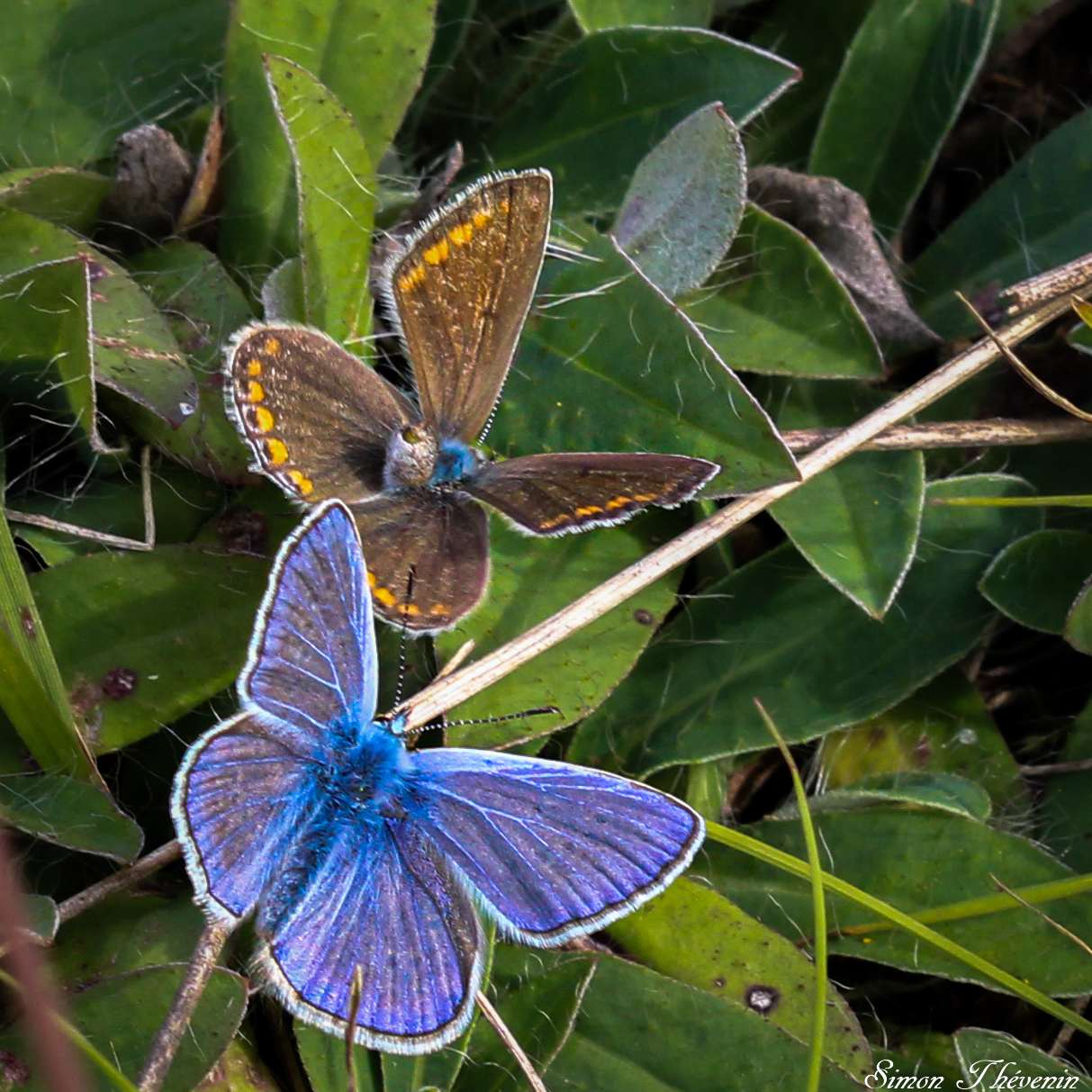
Phase de pré accouplement
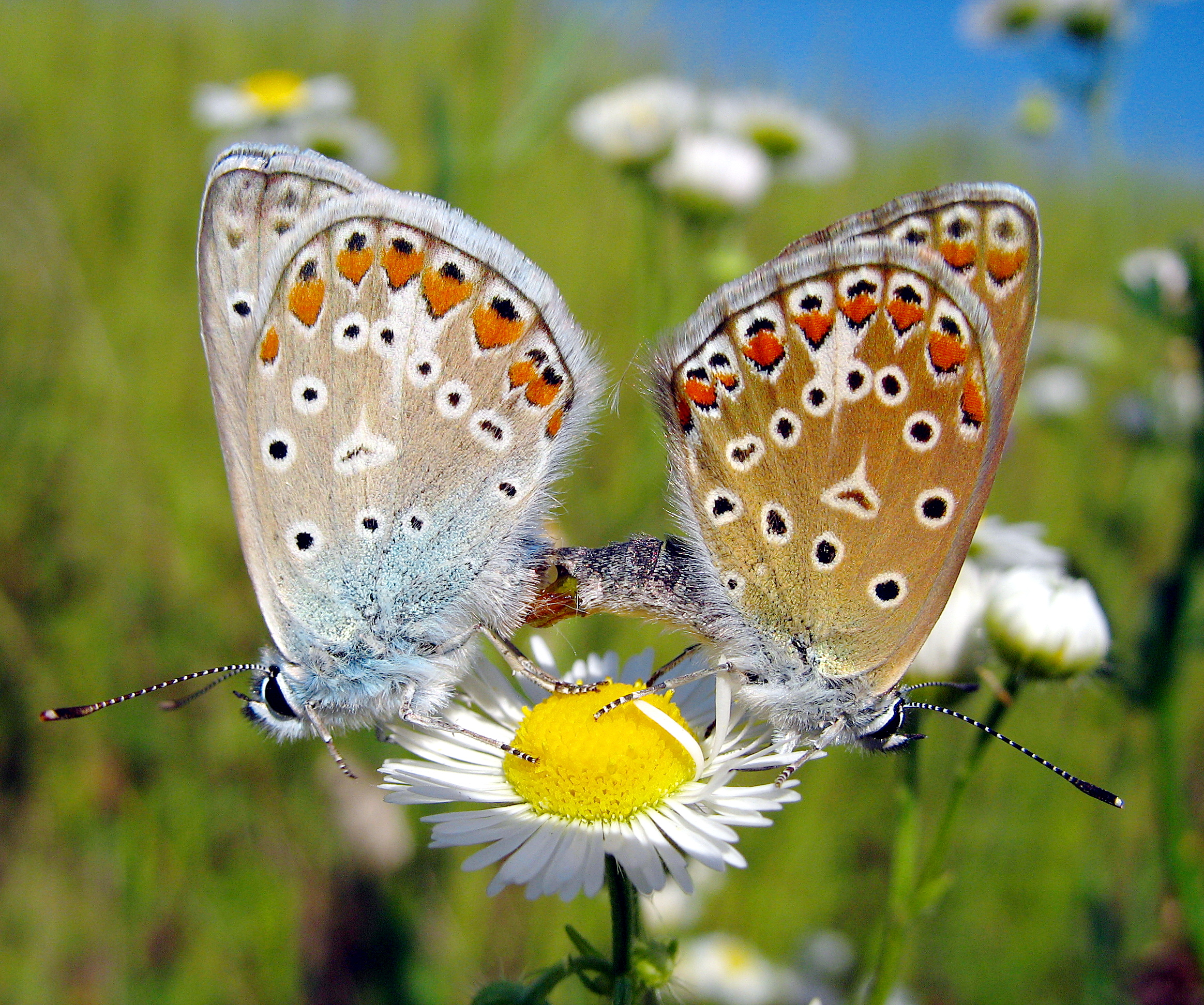
Accouplement (mâle à gauche).
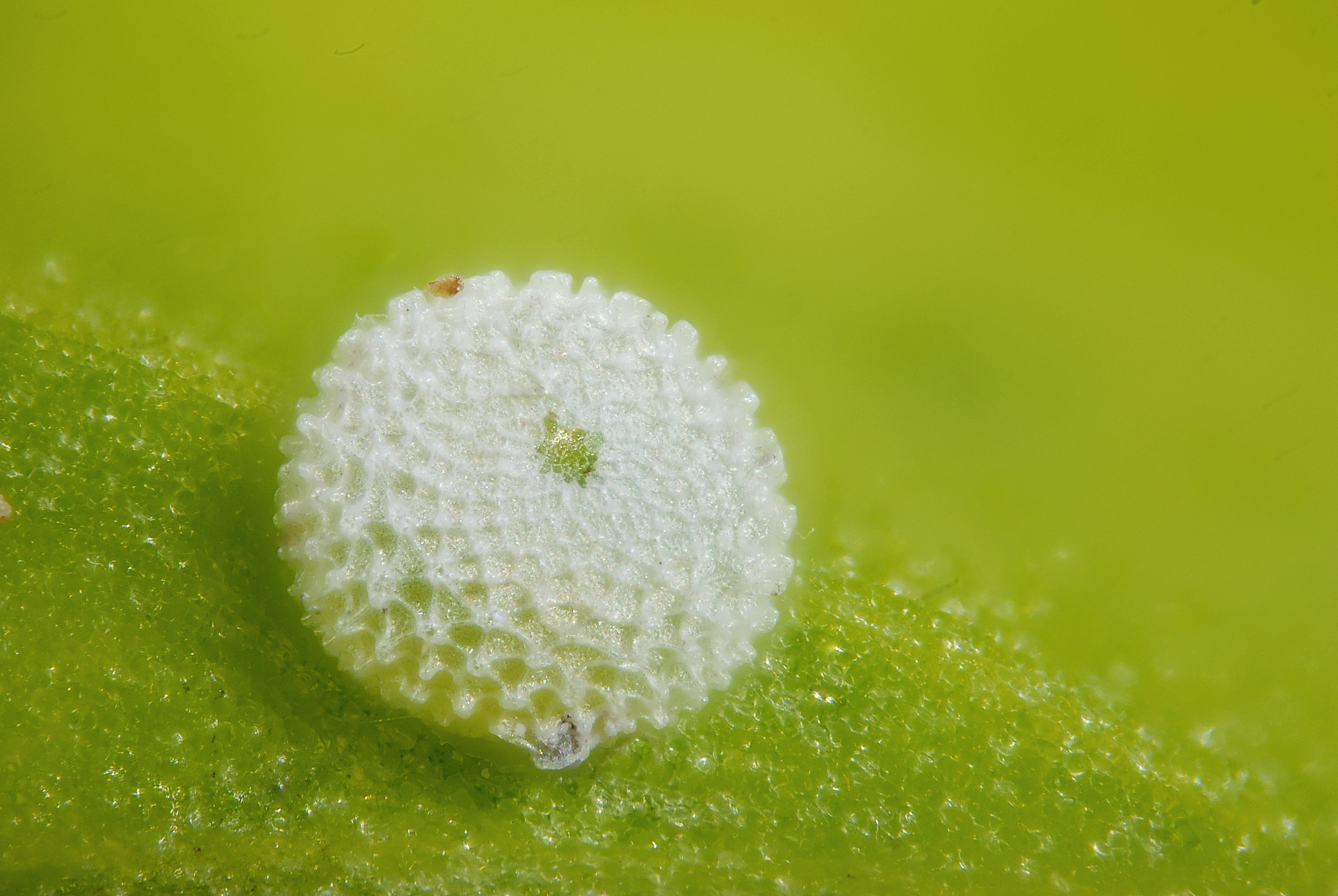
Œuf.

## Biologie

### Phénologie
Polyommatus icarus produit en général deux ou même trois générations de mai à octobre, mais il vole en une seule génération en juin-juillet dans les régions les plus froides.

### Plantes hôtes et myrmécophilie
Les plantes hôtes des chenilles sont de nombreuses légumineuses : la Bugrane épineuse (d'où le zoonyme Azuré de la Bugrane), Lotus corniculatus, Trifolium repens, Trifolium pratense,  Astragalus pinetorum, Astragalus onobrychis, Astragalus aristatus, Vicia cracca, Oxytropis campestris, Oxytropis pyrenaica, Medicago lupulinaa, Medicago romanica, Medicago falcata.
Comme chez d'autres Argus, les chenilles sont soignées par des fourmis, notamment Lasius alienus, Lasius flavus, Lasius niger, Formica subrufa, Plagiolepis pygmaea, Myrmica sabuleti.

## Distribution et biotopes

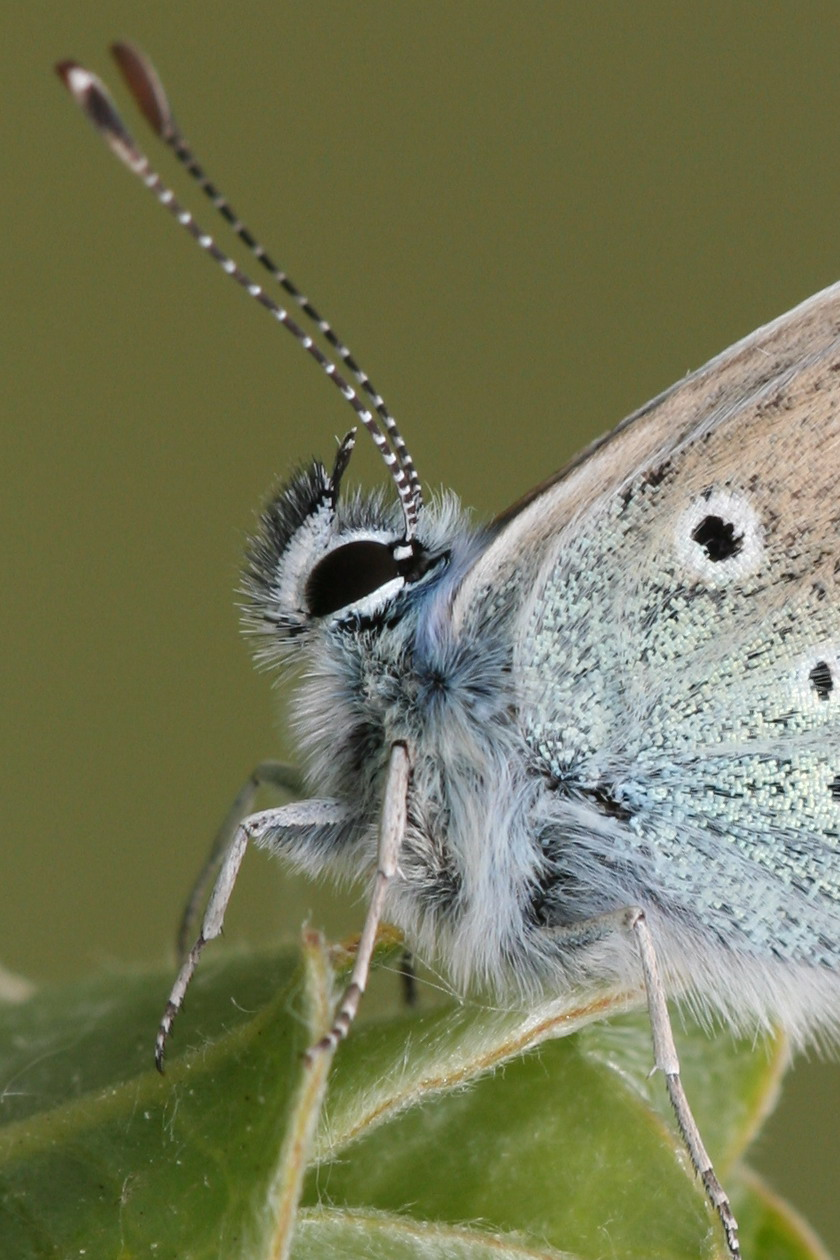
Détail de la tête et du thorax.

### Aire de répartition
Polyommatus icarus est présent, répandu et commun dans presque toute l'Europe et l'Asie tempérée,. Il est remplacé par l'espèce voisine Polyommatus celina en Afrique du Nord, dans une partie de la péninsule ibérique et certaines îles méditerranéennes. 
Il est présent dans tous les départements de France métropolitaine. Il a fait sa réapparition à Paris intra-muros dans les années 2000.
Selon une étude de l'Agence Européenne pour l'Environnement publiée en juillet 2013, son abondance a cependant significativement baissé dans les prairies européennes entre 1990 et 2011.
Ce papillon a récemment été introduit  en Amérique du Nord, plus précisément au Québec, où il est observé depuis 2005 dans les environs de Montréal.

### Biotopes
L'espèce se rencontre dans des habitats très variés : prairies, bords de chemins, jardins, etc. 
Ces papillons sont parfois attirés par les tas de fumier, car ils y trouvent des sels minéraux nécessaires afin de séduire les femelles[réf. à confirmer].

## Systématique
L'espèce Polyommatus icarus a été décrite par l'entomologiste allemand Siegmund Adrian von Rothenburg en 1775, sous le nom initial de Papilio icarus,.
Polyommatus icarus est classée dans la famille des Lycaenidae, la sous-famille des Polyommatinae et la tribu des Polyommatini.
Elle est l'espèce type du genre Polyommatus Latreille, 1804.

### Synonymes
On recense, entre autres, les synonymes suivants :
- Papilio icarus Rottemburg, 1775 — protonyme
- Papilio argus Poda, 1761 — nom préoccupé
- Papilio alexis Scopoli, 1763 — nom préoccupé
- Papilio thetis Esper, 1777 — nom préoccupé
- Papilio pampholyge Bergsträsser, 1779
- Papilio candybus Bergsträsser, 1779
- Papilio candiope Bergsträsser, 1779
- Papilio candaon Bergsträsser, 1779
- Papilio oceanus Bergsträsser, 1779
- Papilio polyphemus Esper, 1779
- Papilio fusciolus Fourcroy, 1785
- Polyommatus andronicus Coutsis & Ghavalas, 1995
- Polyommatus neglectus Stradomsky & Arzanov, 1999

### Sous-espèces et taxons proches
Plusieurs sous-espèces ont été décrites, notamment :
- Polyommatus icarus icarus (Rottemburg, 1775)
- Polyommatus icarus fugitiva (Butler, 1881) — au Pakistan.
- Polyommatus icarus mariscolore (Kane, 1893) — en Irlande.
- Polyommatus icarus zelleri Verity, 1919
- Polyommatus icarus fuchsi (Sheljuzhko, 1928) — dans le Sud de la Sibérie.
- Polyommatus icarus omelkoi Dubatolov & Korshunov, 1995 — en Extrême-Orient russe.
- Polyommatus icarus ammosovi (Kurentzov, 1970) — en Extrême-Orient russe.

La compréhension des relations entre Polyommatus icarus et les espèces proches est en progression rapide depuis le début du XXIe siècle. 
Par exemple, des méthodes de phylogénie moléculaire ont permis de démontrer l'existence de l'espèce Polyommatus celina, qui remplace P. icarus dans certaines régions du Sud de l'Europe et en Afrique du Nord.
En revanche, le taxon Polyommatus andronicus (l’Azuré du Falakron), décrit de Grèce en 1995, s'est vu synonymiser avec P. icarus. 
Le statut d'autres taxons décrits récemment, comme Polyommatus abdon (Espagne) et Polyommatus elena (Russie), reste en suspens.

## Protection
Très commune, l'espèce n'a pas de statut de protection particulier en France.